# الطاقة المتجددة في جنوب إفريقيا

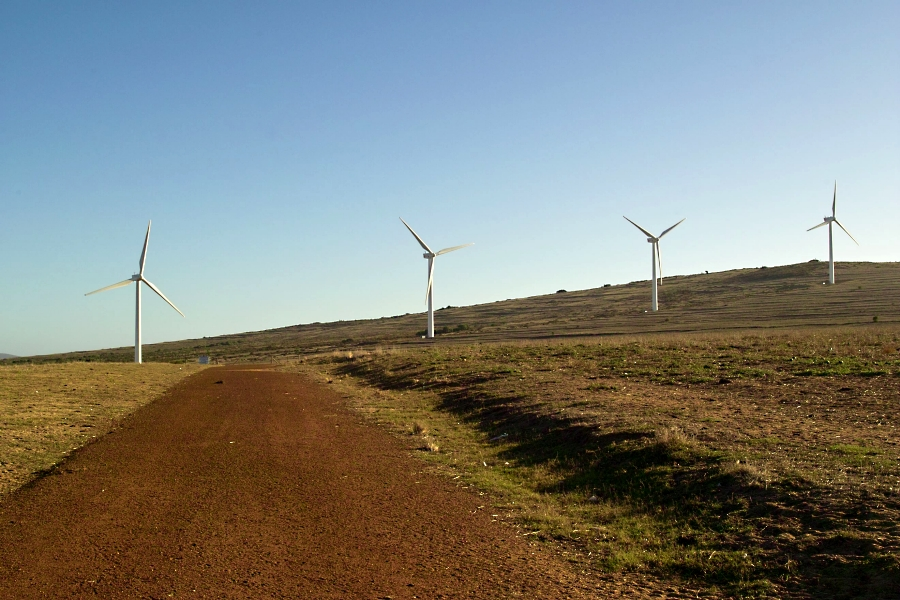

تُحصّل الطاقة المتجددة في جنوب أفريقيا من الموارد المتجددة، والتي تُجدد نفسها طبيعيًا، مثل: ضوء الشمس والرياح والمد والجزر والأمواج والمطر والكتلة الحيوية والطاقة الحرارية الأرضية. تُركز الطاقة المتجددة على أربعة مجالات أساسية منها: توليد الكهرباء، تدفئة/ تبريد الهواء/ الماء، النقل، وخدمات الطاقة الريفية. يُعد قطاع الطاقة في جنوب إفريقيا عنصرًا هامًا ضمن أنظمة الطاقة العالمية نظرًا لابتكار البلاد ومحاولاتها في مجال الطاقة المتجددة. صُنفت مساهمة جنوب إفريقيا في إشعاعات الغازات الدفيئة على أنها معتدلة ومعدل إشعاعها لكل فرد أعلى من المتوسط العالمي. من المتوقع ارتفاع الطلب على الطاقة داخل البلاد بانتظام وإلى الضعف بحلول عام 2025.
تحتفظ الطاقة الشمسية بالإمكانيات الكبرى، بين جميع الطاقات المتجددة في جنوب إفريقيا. تستقبل البلاد كميات كبيرة من الطاقة الإشعاعية، بسبب موقعها الجغرافي، وهي مُفيدة في قطاع الكهرباء المُستخدم للطاقة الشمسية. طاقة الرياح هي طاقة متجددة أخرى في جنوب إفريقيا ذات إمكانيات عالية. نفذت كيب تاون مزارع رياح متعددة، بسبب سرعة الرياح العالية على ساحل البلاد، والتي نجحت في توليد كميات كبيرة من الكهرباء للسكان. أنظمة الطاقة المتجددة قابلة للمقارنة أو تُكلف أقل بقليل من المصادر غير المتجددة على المدى الطويل. تُعد الكتلة الحيوية حاليًا أكبر مُساهم في الطاقة المتجددة في جنوب إفريقيا بنسبة 9-14% من إجمالي مزيج الطاقة. تُعد أنظمة الطاقة المتجددة مُكلفة عند بداية تنفيذها ولكنها تُوفر عوائد اقتصادية مرتفعة على المدى الطويل.
العائقان الرئيسيان المصاحبان للطاقة المتجددة في جنوب إفريقيا هما: نظام ابتكار الطاقة، والتكلفة العالية لتقنيات الطاقة المتجددة. يقترح برنامج تمويل المنتجين المستقلين للطاقة المتجددة أن التكلفة المرتبطة بالطاقة المتجددة ستعادل تكلفة الطاقة غير المتجددة بحلول عام 2030. أصبحت الطاقة المتجددة أكثر كفاءة وغير مكلفة وتُستخدم على نطاق واسع. تمتلك جنوب إفريقيا وفرة من الموارد المتجددة التي تُزود طاقة البلاد بشكل فعال.

## أنواع الطاقة

### الطاقة الشمسية
الطاقة الشمسية هي الضوء والحرارة التي تشع من الشمس. تُحول بعد ذلك إلى كهرباء عن طريق الخلايا الكهروضوئية أو الطاقة الشمسية المُكثفة. تعتمد الطاقة الشمسية بشكل أساسي في جنوب إفريقيا على الخلايا الكهروضوئية أو الطاقة الشمسية المُكثفة. ترتبط التكلفة المستوية للكهرباء الشمسية بجودة وكمية الإشعاع الشمسي في جنوب إفريقيا. يُمكن للمحطة نفسها إنتاج ما يصل إلى أكثر من 20% من الكهرباء لنفس رأس المال المُستثمر في جنوب إفريقيا مقارنةً بالدول الأوربية. تستقبل المنطقة الأبعد في غرب البلاد أعلى مستويات الإشعاع الشمسي، والتي تتراوح من 2100 كيلو واط ساعة/ متر مربع إلى أكثر من 2300 كيلو واط ساعة/ متر مربع. من المُفترض أن يصل إنتاج الطاقة الشمسية في جنوب إفريقيا إلى 8400 ميجا واط بحلول عام 2030. نفذت جنوب إفريقيا حديقة شمسية في منطقة الكاب الشمالية والتي من المُقرر أن تنقل 180,000 ميجا واط ساعة من الطاقة الشمسية السنوية إلى البلاد. من المُقدر أن 3000 كم2 مطلوبة فقط من الأراضي المستخدمة في الكهرباء الشمسية لتلبية الحاجة المُلحة في جنوب إفريقيا.
تُعتبر الطاقة الشمسية مصدر طاقة منخفض التكلفة مقارنةً بموارد الطاقة غير المتجددة التقليدية في جنوب إفريقيا. حفز إدخال محطات الطاقة الشمسية الاقتصاد وخلق فرص عمل داخل البلاد. يستقبل الغطاء الأرضي لجنوب إفريقيا 2,500 ساعة من ضوء الشمس في المتوسط كل عام. أنظمة الطاقة الشمسية لها تكلفة أولية عالية؛ ولكن يعود الاستثمار كله في غضون من 5 إلى 8 سنوات. يدفع استخدام الطاقة الشمسية في جنوب إفريقيا إلى استخدام مصادر الطاقة المتجددة الأخرى بما في ذلك: طاقة الرياح والطاقة الكهرومائية والكتلة الحيوية.

### طاقة الرياح
طاقة الرياح هي استخدام توربينات الرياح المُدارة ميكانيكيًا لتوليد الطاقة الكهربائية. تختلف مستويات الرياح اعتمادًا على عدة عوامل مثل: التضاريس الأرضية والمسطحات المائية والغطاء النباتي. تحول التوربينات الرياح إلى طاقة حركية وقوة ميكانيكية. تدور الرياح حول شفرات يبلغ طولها 50 مترًا والمرتبطة بمحور/ عمود يبلغ ارتفاعه 80 مترًا والذي يُولد الطاقة الكهربائية. تتراوح مزارع توربينات الرياح بين 10 ميجا واط إلى أكثر من 100 ميجا واط وتُنتج طاقة عندما تكون سرعة الرياح بين 13-90 كم/ ساعة. تُقام مزارع توربينات الرياح عند الشاطئ أو بعيدًا عنه. تكون الرياح عند الشاطئ أقوى وأقل في التأثير المرئي. أصبحت أول مزرعة رياح رئيسية جاهزة للعمل في عام 2014، مع 10 مزارع تقريبًا إما جاهزة للعمل أو قيد الإنشاء اليوم. يوفر الخط الساحلي الممتد وتضاريس الأرض الجغرافية لجنوب إفريقيا، بما في ذلك الأراضي المنخفضة والجرف العشبي المرتفع، طاقة الرياح التي يُمكن استخراجها وتوليدها في التكنولوجيا الجاهزة. تُوجد حاليًا تطويرات لـ 19 مزرعة تعمل في طاقة الرياح في جنوب إفريقيا مع أكثر من 600 توربينة رياح. صُنفت جنوب إفريقيا على المستوى الدولي، بامتلاكها موارد رياح معقولة بشكلٍ منصف. طاقة الرياح هي شكل من أشكال الطاقة المُتجددة والنظيفة والمُوزعة على نطاق واسع. لا تُنتج صناعة طاقة الرياح الغازات الدفيئة وهي بديل للوقود الحفري المُحترق.

## الطاقة الكهرومائية
الطاقة الكهرومائية، أو طاقة الكهرباء المائية، هي الطاقة المُتولدة من المياه المتدفقة والتي تتحول إلى كهرباء. تستخدم الأشكال الأكثر شيوعًا للطاقة الكهرومائية السدود الكهرومائية لإنشاء خزان لحفظ المياه. عند انطلاق الماء من الخزان، فإنها تتدفق عبر التوربين المُولد للكهرباء. يوجد في جنوب إفريقيا حاليًا 7 محطات لتوليد الطاقة الكهرومائية، موزعة في جميع أنحاء البلاد، وجميعها مملوكة لشركة إسكوم. إمكانيات الطاقة الكهرومائية في البلاد محدودة بسبب انخفاض معدل سقوط الأمطار السنوي إلى 500 ملم. تشهد جنوب إفريقيا تدفقات موسمية وفترات جفاف متكررة مما يمثل عقبات أمام نجاح الطاقة الكهرومائية داخل البلاد. تعتبر مقاطعة الكاب الشرقية هي محطة توليد الطاقة الكهرومائية الرئيسية للبلاد. يُمكن ربط السدود الكهرومائية في جنوب إفريقيا باستخدامات أخرى للمياه، مثل: الري والتحكم في الفيضانات، لزيادة التنمية الاقتصادية داخل البلاد. السعة المُثبتة الحالية داخل البلاد هي 668 ميجا واط. تمتلك أنظمة توليد الطاقة الكهرومائية واسعة النطاق (> 10 ميجا واط) القدرة على المساهمة بما يصل إلى 5091 ميجا واط من الطاقة، ولكن يكون لها آثار سلبية على البيئة. يُمكن لكمية المياه الكبيرة المتدفقة التسبب في الإضرار ببيئة النهر، وتستولى المرافق على مساحة كبيرة من حيز الأرض. يُمكن لأنظمة توليد الطاقة الكهرومائية الصغيرة (< 10 ميجا واط) المساهمة في توليد طاقة تصل إلى 69 ميجا واط وليس لها أي آثار بيئية كبيرة.

## الكتلة الحيوية
الكتلة الحيوية هي مادة بيولوجية فيزيائية تنبعث من الكائنات الحية أو الكائنات الحية الحديثة. تنبعث من النباتات أو المواد المُستخرجة من النباتات والتي تُدعى الكتلة الحيوية اللِغْنوسيلُلُّولوزية. للكتلة الحيوية القدرة على إنتاج الكهرباء والحرارة أو الوقود السائل. يُمكن استخدام الكتلة الحيوية كمصدر للطاقة عن طريق استخدامها مباشرة في التدفئة أو كوقود للطهي أو لتوليد الكهرباء. يُمكن استخدامها أيضًا بشكل غير مباشر باستخدام عملياتها البيولوجية وإنتاج الإيثانول والميثانول والوقود الذي يُمكن استخدامه في عمليات النقل والطهي. يُعد الخشب حاليًا أكبر مُنتج لوقود الكتلة الحيوية اليوم مع جذوع الأشجار وبقايا الغابات والأشجار الميتة ورقائق الخشب كأمثلة فقط. يُمكن أيضًا تحويل المادة الحيوانية والمادة النباتية إلى أشكال أخرى من الوقود الحيوي. تمتلك جنوب إفريقيا حاليًا العديد من منشآت إنتاج الديزل الحيوي. هناك إمكانية كبيرة لإنتاج الكتلة الحيوية في جنوب إفريقيا، بسبب امتلاكها 42 مليون هكتار من الغابات الطبيعية و1.35 مليون هكتار من المزارع. تمتلك حكومة جنوب إفريقيا هدفًا يُسمى برنامج العمل من أجل الطاقة والذي يهدف إلى معالجة طاقة الكتلة الحيوية للتطبيقات المختلفة.